# Đồng Xoài
Đồng Xoài ist die Hauptstadt der Provinz Bình Phước in Vietnam. Sie befindet sich im Südosten  nahe der Grenze zu Kambodscha. Die Stadt verfügt seit 2018 über das Stadtrecht, besitzt den Status einer Provinzstadt der 3. Klasse und hatte 2019 eine Einwohnerzahl von 108.595.

## Galerie

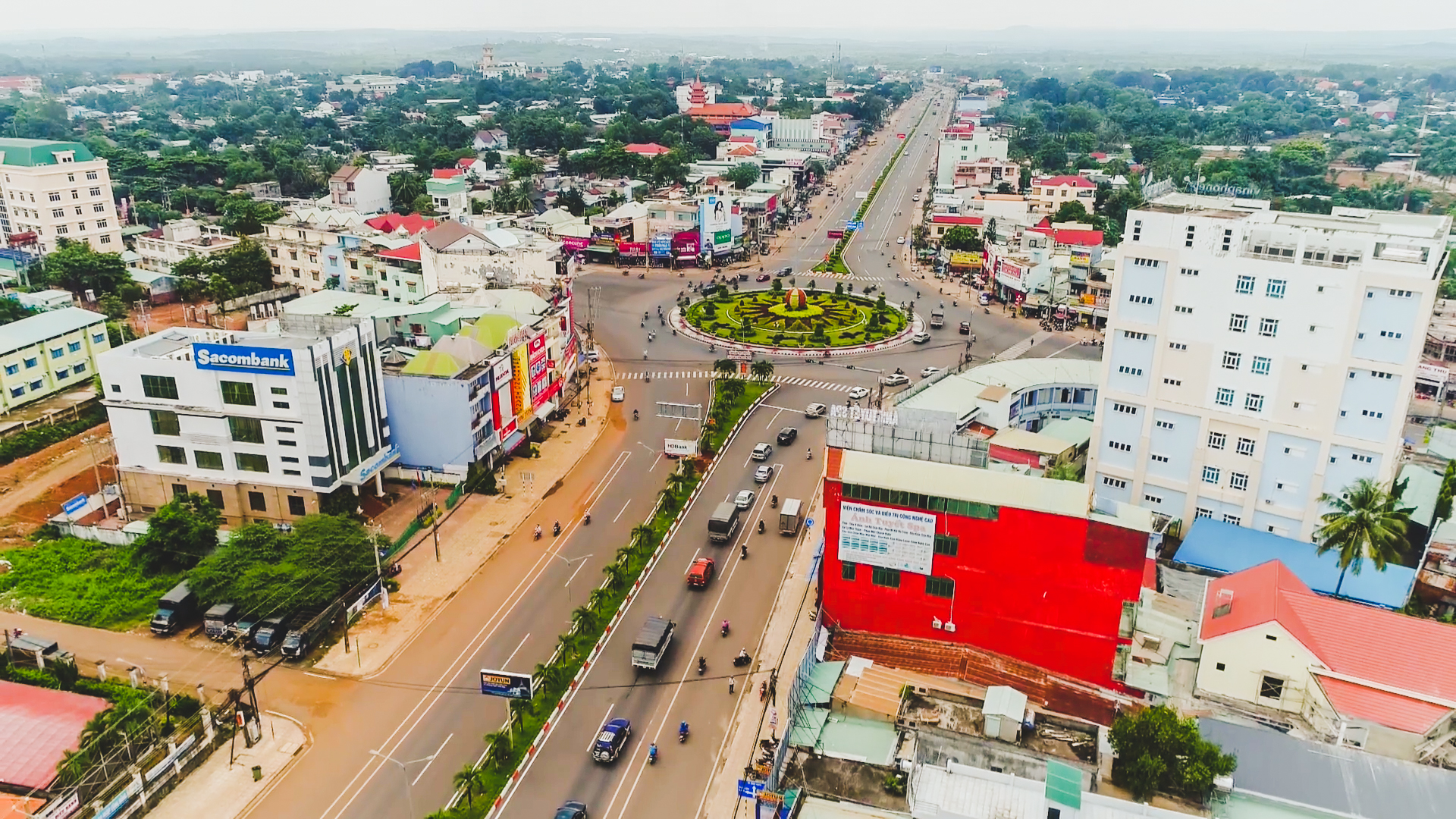
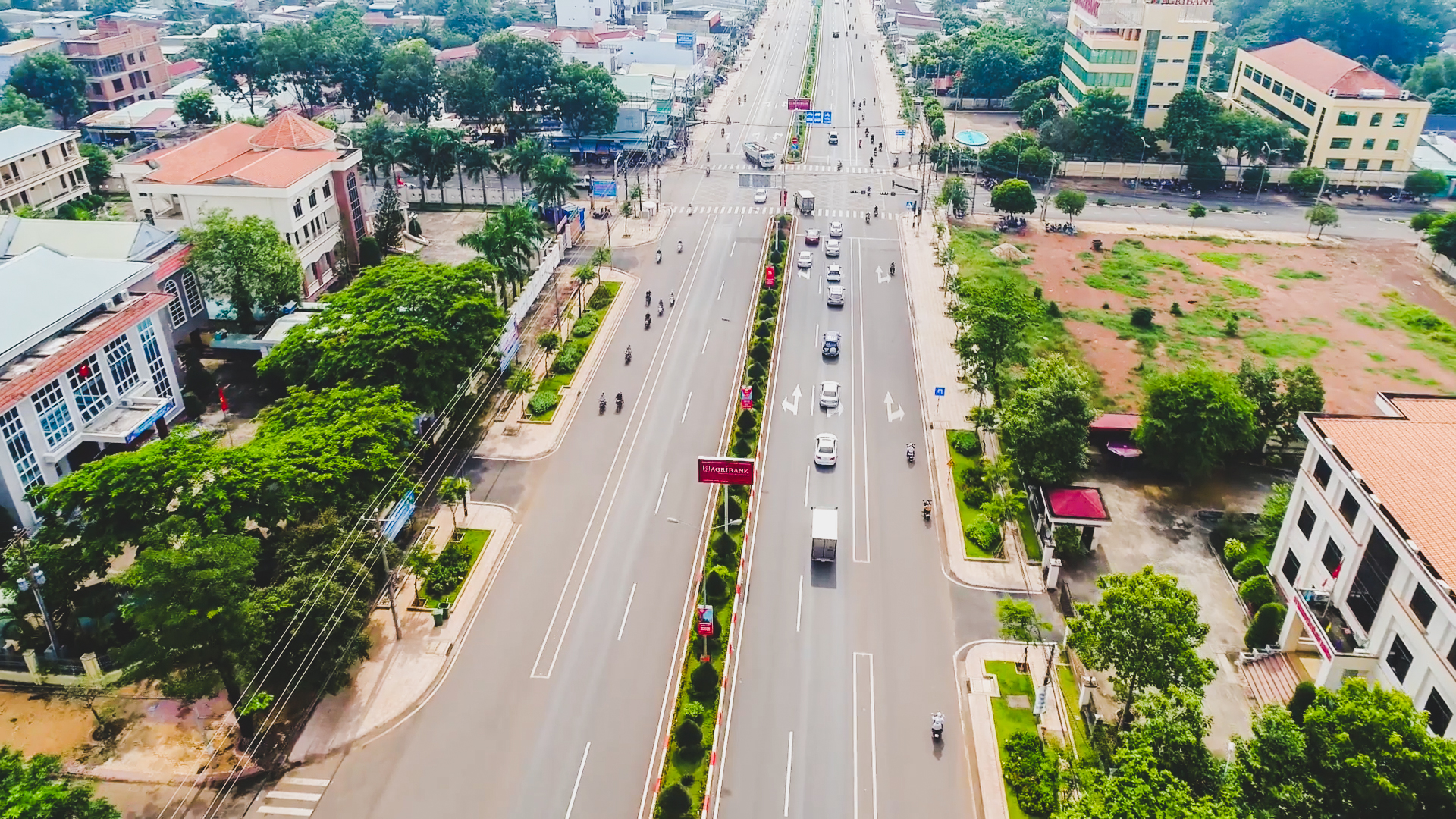
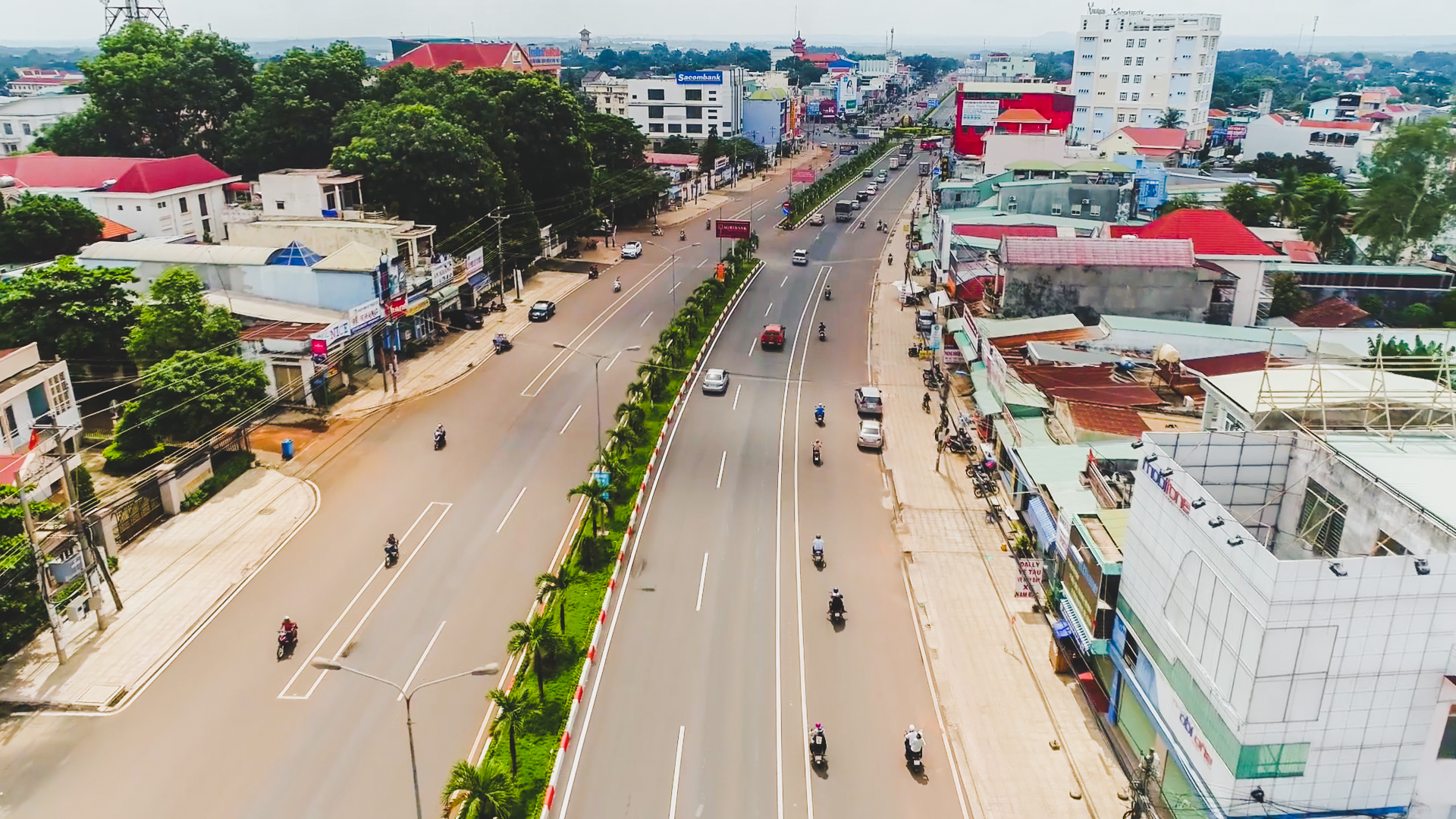